# Lapska armens ödemarksområde
Lapska armens ödemarksområde (finska: Käsivarren erämaa-alue) är det näst största ödemarksområdet i Finland. Det ligger i Finska armen i Lappland, nära gränserna till Sverige och Norge, där den gränsar till norska Reisa nationalpark. 
Lapska armens ödemarksområde inrättades, liksom de andra elva ödemarksområdena i Lappland, 1991. Det har en yta på 2 206 km² och är det mest besökta av ödemarksområdena. Det sköts av Forststyrelsen.
Alla Finlands bergstoppar över 1 000 meter, med undantag för närbelägna Saana, ligger i Lapska armens ödemarksområde. Finlands högsta punkt, 1 324 meter över havet, ligger på gränsen till Norge på Haldefjäll i norra delen av området. Ett av Finlands största vattenfall Pitsusköngäs ligger i Pitsusjoki, ett par kilometer nedströms dess utlopp ur Pihtsusjavri. 
Den 800 kilometer långa vandringsleden Nordkalottleden går genom området, liksom den 55 kilometer långa leden Kilpisjärvi–Haldefjäll.

## Bildgalleri

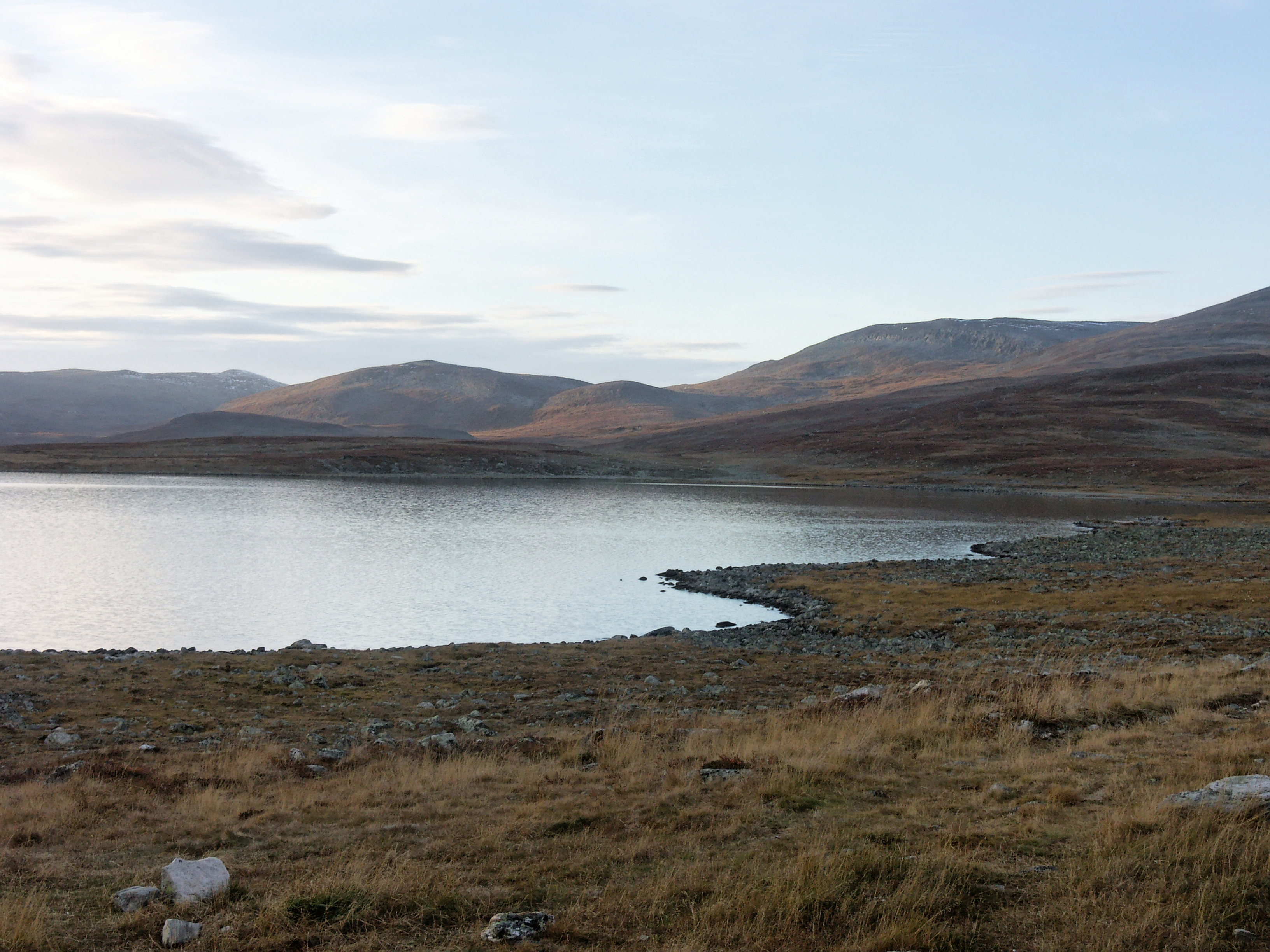
Solnedgång över Pihtsusjavri
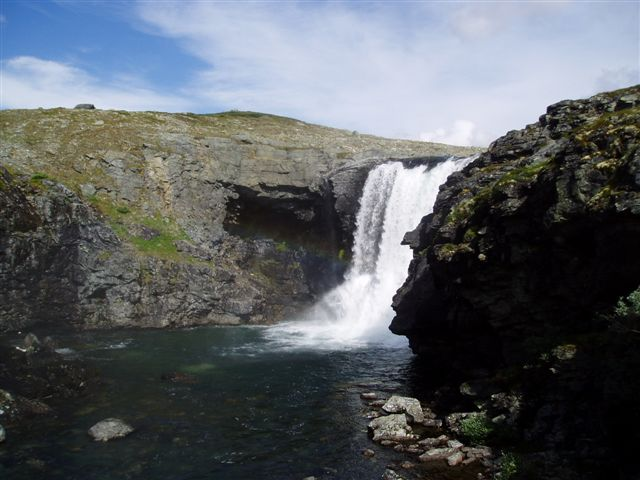
Pitsusköngäs

Vy åt nordnordväst från Saivaara, med Meekonvaara och sjön Meekonjärvi till vänster och Annjaloanjebákti till höger bakom sjön Skadjajärvi